# Bianca Rundshagen
Bianca Rundshagen (* 1971) ist eine deutsche Wirtschaftswissenschaftlerin und Hochschullehrerin. 

## Leben
Nach dem Abitur 1991 am Ricarda-Huch-Gymnasium in Hagen schloss sie 1997 das Studium der Wirtschaftsmathematik an der Universität Dortmund mit dem Diplom ab. Nach der Promotion 2004 am Fachbereich Wirtschaftswissenschaft der Fernuniversität in Hagen. Thema der Dissertation: „Strategische Verknüpfung von Umwelt- und Handelspolitik im Rahmen internationaler Koalitionsbildung – eine spieltheoretische Analyse“ wurde sie 2008 zur akademischen Rätin ernannt. Nach der Habilitation 2012 am Fachbereich Wirtschaftswissenschaft der Fernuniversität in Hagen mit dem Thema „Anwendungen spieltheoretischer Gleichgewichtskonzepte“ und der Verleihung der venia legendi für das Fachgebiet „Volkswirtschaftslehre“ wurde sie 2013 zur akademischen Oberrätin ernannt. 2017 wurde ihr die Bezeichnung apl. Professorin verliehen.
Ihre Forschungsschwerpunkte sind internationale Umweltökonomie, Induktion umwelttechnischen Fortschritts und Spieltheorie.

## Schriften (Auswahl)
- Strategische Verknüpfung von Umwelt- und Handelspolitik – Eine spieltheoretische Analyse internationaler Koalitionsbildung. Wiesbaden 2004, ISBN 3-8244-0763-9.
- mit Jörn Martiensen: Mikroökonomik – Übungsbuch. Stuttgart 2007, ISBN 978-3-17-020076-0.
- mit Klaus W. Zimmermann: Buchanan-Kooperation und internationale öffentliche Güter. Hamburg 2009.